# Zelotes sataraensis
Zelotes sataraensis är en spindelart som beskrevs av Benoy Krishna Tikader och Gajbe 1979. Zelotes sataraensis ingår i släktet Zelotes och familjen plattbuksspindlar. Inga underarter finns listade i Catalogue of Life.